# Georg Strobl
Pour les articles homonymes, voir Strobl (homonymie).
Temple de la renommée allemand : 1988
Georg Strobl (né le 9 février 1910 à Munich, mort le 10 mai 1991) est un ancien joueur professionnel allemand de hockey sur glace.

## Carrière
Georg Strobl joue tout au long de sa carrière de joueur de hockey au SC Riessersee, où il remporte le championnat d'Allemagne en 1935, 1938, 1940, puis après la Seconde Guerre mondiale en 1946, en 1947. Il s'arrête d'abord en 1949 puis participe à la saison 1952-1953.
Avec l'équipe d'Allemagne, il participe aux Jeux de 1932, où elle remporte la médaille de bronze, et aux Jeux de 1936.

## Palmarès
- Champion d'Allemagne : 1935, 1938, 1940, 1946, 1947
- Médaille de bronze aux Jeux olympiques de 1932.